# Violet Road
Violet Road är ett folkrockband från Nord-Norge. Bandet består av de fyra bröderna Rundberg från Kåfjorden, Håkon, Hogne, Halvard och Herman samt Kjetil Holmstad Solberg från Andøya. Bandet bildades i Tromsø och slog igenom 2011 med hiten "Can you hear the morning singing" från albumet Violet Road.
Deras album har fått bra kritik och uppnått framskjutna placeringar, och de har till och med fått en väg, i bröderna Rundbergs hemtrakt, uppkallad efter sig. Violet Road är kända som ett duktigt och hårt arbetande liveband. Gruppen har 2018 börjat släppa singlar från sitt nästa album, efter att ha använt 2017 till inspelning av nyskrivna sånger.

## Medlemmar
Nuvarande medlemmar
- Kjetil Holmstad-Solberg (f. 1976) – sång, gitarr (2007–)
- Håkon Rundberg (f. 1969) – keyboard, saxofon (2007–)
- Hogne Rundberg (f. 1976) – basgitarr  (2007–)
- Halvard Rundberg (f. 1982) – mandolin, gitarr (2007–)
- Espen Høgmo – trummor (2017– )

Tidigare medlemmar
- Herman Rundberg (f. 1984) – trummor (2007–2017)

## Diskografi
Studioalbum
- Letters (2008)
- Violet Road (2011)
- Peter Every and his Marching Band (2012)
- Back to the Roadshow (2014)
- In Town to Get You (2016)
- Lines Across Light (2018)
- A New Day Begins (2021)

- Back on Level One (2024)

Singlar
- "Crazy As Can Be" (2010)
- "Can You Hear the Morning Singing" (2011)
- "Burning Up" (2012)
- "Last Days In India" (2013)
- "Face Of The Moon" (2014)
- "People Of The Sun" (2014)
- "We Are The Love" (2015)
- "Out Of Words" (2015)
- "Monument" (2018)
- "Keep On Running" (2018)
- "Falling Stars" (2018)
- "Always" (2018)